# Nicola Tescari
Nicola Tescari (Milano, 29 novembre 1972) è un compositore, pianista, produttore discografico, arrangiatore e direttore d'orchestra italiano.

## Biografia
Ha studiato pianoforte con Luisa Tescari, Michele Fedrigotti e Andrea di Renzo, composizione e direzione orchestra al New England Conservatory con Lee Hyla, György Ligeti, Toru Takemitsu, John Adams, János Fürst. Ha seguito corsi di perfezionamento all'Accademia Chigiana e all'IRCAM di Parigi con Franco Donatoni, Myung-whun Chung, Gianluigi Gelmetti e Ivan Fedele.
Ha scritto colonne sonore dei film di registi come Valeria Golino, Francesca Comencini, Cedric Ido, Carlos Saura, Guido Chiesa, Michele Rho, Laura Morante, Fausto Paravidino, Ago Panini, Gianpaolo Tescari ed Emma Luchini.
Da pianista, Nicola Tescari ha suonato con artisti come Madonna, Rufus Wainwright, Catherine Ranger, Nouvelle Vague e condiviso il palco con musicisti di tutto il mondo tra cui Katia e Marielle Labèque, Victoria Mullova, Ludovico Einaudi, Giovanni Sollima, Matthew Garrison.
Per la televisione, collabora da anni con RAI 1, scrivendo la musica per numerose serie televisive con registi come Luca Ribuoli, Maurizio Longhi, Fabrizio Costa e Donatella Maiorca.
Nel 2012 ha ricevuto una nomination ai Grammy Awards per il suo arrangiamento orchestrale di Sting, ’Moon Over Bourbon Street’. Nel 2019 è candidato come migliore musicista ai David di Donatello per il film Euforia, di Valeria Golino. 
Accanto a musiche da film, Nicola Tescari ha anche prodotto e collaborato con vari artisti pop, tra cui Mirwais, Justice, Marc Collin, Raphael Gualazzi, Nadeah, Jeanne Added, Meg, Lucrece Sassella e Caparezza.
Per il teatro ha collaborato con Alfredo Arias e con Alessandro Baricco, scrivendo la musica di numerosi spettacoli teatrali e insegnando musica per l’immagine alla scuola Holden a Torino. 
Attivo anche in veste di musicista contemporaneo nel 2021 incide il suo concerto per tromba orchestra "Nine Moods" con Fábio Brum e la Reale Orchestra Sinfonica di Siviglia in occasione dell'incisione del disco Alchemy realizzato per Naxos. 
Nel 2023 esordisce come artista solista con un progetto parallelo più incentrato sulla musica fusion e separato dalla sua attività di compositore. Utilizzando lo pseudonimo Manofresca (suo nomignolo d'infanzia) pubblica il suo primo album "And Then.", con la partecipazione di cantanti come Nadeah, Victor Solf, Piers Faccini, ALA.NI, Nathan McBride, Annie Burnell e le voci narranti di Alessandro Baricco e Yánis Varoufákis. 
Nel 2024-2025 firma diversi progetti seriali con Rai 1 ("Il commissario Ricciardi 3" di Gianpaolo Tescari,"Fuochi d'Artificio" di Susanna Nicchiarelli, e "La Voce di Cupido" di Ago Panini). Partecipa in veste di arrangiatore e direttore d'orchestra al nuovo album di Caparezza.   
Vive a Parigi.

## Filmografia

### Cinema
- Il Primo Estratto, Gianpaolo Tescari, Xanadu/Santiago Cinematografica, 1994
- Texas, Fausto Paravidino, Fandango, 62nd Venice International Film Festival, 2005
- Gli Occhi dell’Altro, Gianpaolo Tescari, Santiago Cinematografica, Taormina Film Fest, 2005
- Aspettando il sole, Ago Panini, Mikado Film, 2007
- Io, don Giovanni, Carlos Saura, Edelweiss Production, Festa del Cinema di Roma, 2009
- Lo Spazio Bianco, Francesca Comencini, Fandango, 66th Venice International Film Festival, 2009
- Io Sono con Te, Guido Chiesa, Colorado Film, Festa del Cinema di Roma, 2010
- Cavalli, Michele Rho, Lucky Red, 68th Venice International Film Festival, 2011
- Hasaki Ya Suda (con David Chalmin), Cedric Ido, DACP Films I Do Films, Best Short Movie at Festival International du Cinéma et de l'Audiovisuel du Burundi and Prix Qualité,  2011
- Twaaga (con David Chalmin), Cedric Ido, Jérôme Bleitrach, Best Short Film Award al Dubai International Film Festival and Seattle International Film Festival, 2013
- Lo Sposo di Napoli. appunti per un film su Achille Lauro, Mad Entertainment Production, 2013
- Un Début Prometteur, Emma Luchini, NoLita Prod, 2015
- L’Età Imperfetta, Ulisse Lendaro, Louis Lender Production, Aurora Film, Rai Cinema, Festa del cinema di Roma, 2017
- La Vie de Château, Cedric Ido and Modi Berry, One World Films and Srab Films, Toronto film festival 2017
- Euforia, Valeria Golino, Indigo e HD film, Festival de Cannes 2018, candidatura come miglior musicista al David di Donatello, 2019
- Human O.A.K, Ulisse Lendaro, 2020
- Words in Space, Antonia Dauphin, 2022
- Red Tights, Antonia Dauphin, 2023
- An Affair, Antonia Dauphin, pre-produzione

### Televisione
- Gioco con la morte, Maurizio Longhi, Rai, 2002
- Tre casi per Laura C., Gianpaolo Tescari, Rai, 2002
- La stagione dei delitti 2, Donatella Maiorca e Daniele Costantini, Rai, 2004
- Questo nostro amore, Luca Ribuoli, Rai, 2012
- Questo nostro amore 70, Luca Ribuoli, Rai, 2014
- Grand Hotel, Luca Ribuoli, Rai, 2015
- L’allieva, Luca Ribuoli, Rai, 2016
- L’allieva 2, Fabrizio Costa, Rai, 2018
- L’allieva 3, Fabrizio Costa e Lodovico Gasparini, Rai, 2020
- Vite in fuga, Luca Ribuoli, Rai, 2020
- Speravo de Morì Prima, Luca Ribuoli,  Wildside,  Sky, 2021
- Il Commissario Ricciardi 2, Gianpaolo Tescari, Rai, 2023
- Fuochi d'Artificio, Susanna Nicchiarelli, Rai, 2025
- Il commissario Ricciardi 3, Gianpaolo Tescari, Rai, 2025
- La Voce di Cupido, Ago Panini, Rai, 2025

### Documentari
- The Cambodian Room, Situations with Antoine D’Agata, Olga Prud’homme, miglior film Cinecittà Luce Prize, 2009
- The Genius of Marche , Tommaso Lusena, 2014
- Lo sposo di Napoli. Appunti per un film su Achille Lauro, Giogiò Franchini, 2014

## Produzione (collaborazioni e arrangiamenti)
- Lorenzo Gasperoni & Mamud B (featuring Lester Bowie), Amore Pirata!, Il Manifesto CD, 1998
- Caparezza, Habemus Capa, EMI, 2006
- B for Bang, Across the Universe of Languages KML Recordings, 2007
- Meg, Psychodelice, Multiformis, 2008
- Katia Labèque, Shape of my Heart, KML Recordings,  2009
- Sting, Live in Berlin, Universal, 2010, Grammy Nomination for Best Orchestral Arrangement
- B for Bang, Rewires the Beatles, KML Recordings, 2011
- Nadeah, Venus Gets Even, Cinq7/Wagram, 2011
- Minimalist Dream House, Minimalist Dream House, KML recordings e Deutsche Grammophon, 2013
- Lucrèce Sassella, 22 ans,  Les Productions de l’Expleurateur, 2015
- Nouvelle Vague, I could be happy, Kwaidan Records, 2016
- Raphael Gualazzi, Sugar records, 2016
- Nadeah, While the Heart Beats, Kwaidan Records, 2016
- Sophia Charai, Blue Nomada, SC Productions 2016
- Nadeah, Milkteeth, Bag Lady Music 13 aprile 2019
- Pauline Hamel, Time for Peace, PHP, 2021
- Fàbio Brum, Alchemy, Naxos, 2022
- Manofresca, And Then, Back Office Records, 2024
- Manofresca, Professions, Back Office Records, 2024
- Barry, Entre Les Lignes, Kwaidan Records, 2026
- Nadeah, nuovo album, 2026
- Caparezza, nuovo album, BMG, 2026

## Teatro
- Rebecca e il prete, Daniela Morelli, Teatro greco di Tindari, Sicilia, 1997
- Solomon Grip, Hanoch Levin, Parigi, 2000
- Concha Bonita (direzione d'orchestra e pianoforte), Alfredo Arias e Nicola Piovani, Theatre de Chaillot, Parigi, 2002
- Moby Dick, Alessandro Baricco, Auditorium Parco della musica, Roma, 2007
- Palamede, Alessandro Baricco, Teatro Olimpico, Vicenza, Roma, 2016
- Pacific Palisades, Alessandro Baricco e Dario Voltolini, Pelanda, Roma, 2017
- Son et lumière, Teatro Olimpico, Vicenza, 2018
- Novecento, Alessandro Baricco, Festival di Spoleto, 2018[1][2]
- Smith & Wesson, Alessandro Baricco, pre-produzione (Théâtre du Rond-Point, Parigi, 2022)

## Riconoscimenti
- Candidatura come migliore colonna sonora ai Ciak d'oro per Aspettando il Sole, di Ago Panini, 2009
- Candidatura come migliore colonna sonora ai Ciak d'oro per Texas, di Fausto Paravidino, 2009
- Candidatura come migliore arrangiamento orchestrale ai 54ª edizione dei Grammy Awards per Moon over Bourbon Street, di Sting, 2012
- Candidatura come miglior musicista ai David di Donatello per Euforia, di Valeria Golino, 2019